# Col de Joux
Le col de Joux (1 640 mètres), est un col alpin situé en Vallée d'Aoste, dans la commune de Saint-Vincent.

## Géographie

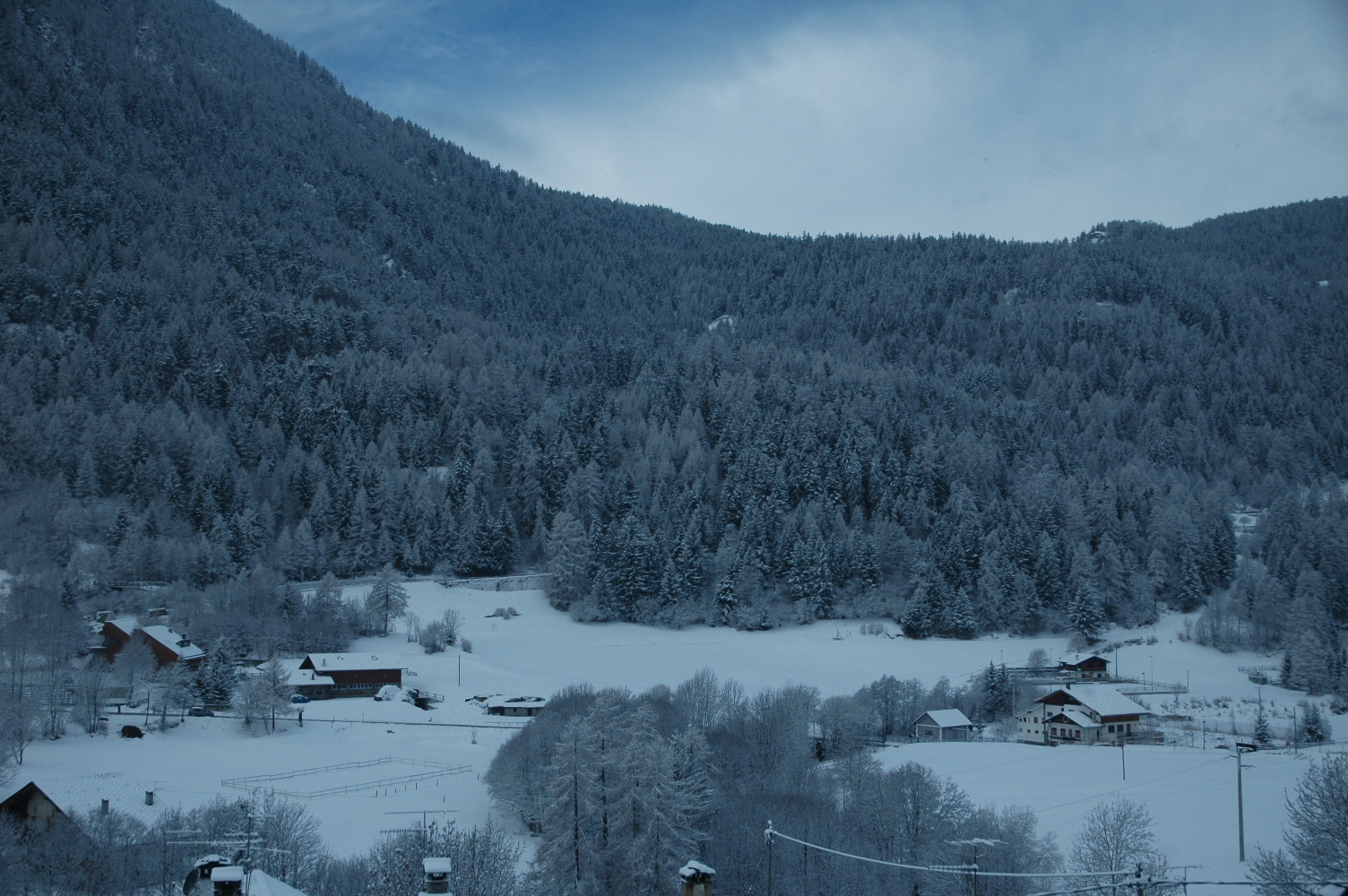
Le col vu du hameau Fontaine de Brusson.

Il relie la vallée de la Doire Baltée avec le val d'Ayas, et, plus précisément, le village de Saint-Vincent avec Brusson.

## Activités
Le plateau du col en hiver devient un petit domaine skiable.
Le col de Joux a été grimpé lors de la 19e étape du Giro 2025. Nicolas Prodhomme le franchissait en tête lors de son échappée victorieuse.